# Ed, Edd és Eddy
Az Ed, Edd és Eddy (eredeti cím: Ed, Edd n Eddy) amerikai–kanadai televíziós rajzfilmsorozat, amelyet Danny Antonucci kanadai animátor és cége, az a.k.a. Cartoon készített a Cartoon Network részére. A Nickelodeon és a Cartoon Network is pályázott Antonuccira, de végül a CN megnyerte őt azzal, hogy megengedte neki, hogy saját ütemében dolgozhasson.
Végül, 1999. január 4-én a Cartoon Network bemutatta az Ed, Edd és Eddyt. Több részben szó esik Kanadáról, ami nem meglepő, hiszen biztos, hogy Antonucci gyermekkori emlékeit elevenítette meg, hiszen Kanadában ő is hasonló, külvárosi helyen élt. Eredetileg négy évadot terveztek, de már az első is rajongók millióit szerezte meg. Összesen hat évad készült el, valamint egy film, az Ed, Edd és Eddy: A nagy mozidélután. A sorozatnak született valentin-napi, halloween-i, és karácsonyi különkiadása is.

## Cselekmény
A történet három serdülő srácon alapul, Eden, Edden (akit később „Dupla Dé”-nek szólítanak a többiek) és Eddyn (ismertebb nevükön: „Az Ed-fiúk”), akik a külvárosi környékükön, a Hamvas Patakban (Peach Creek Estates) élnek. A kapzsi Eddy a legkülönfélébb ötletekkel áll elő, hogy a környék többi gyerekétől pénzt csaljon ki, hogy két cimborájával tudjanak venni a pénzen cukigumit (eredeti neve az angolszász országokban létező édesség a „jawbreakero” – állkapocstörő) Eddy tervei rendszerint kudarcba fulladnak, ami nem meglepő, ha az otthoni kartondobozokból tákol össze pl. egy várost. A részekben soha nem hagyják el a környéket, valamint felnőttek sem jelennek meg. Igaz, néhány részben látszanak az Ed-ek szüleinek karjai, de több soha.

## Szinkronhangok
| Eredeti név    | Magyar név    | Eredeti hang                                    | Magyar hang                     |
| -------------- | ------------- | ----------------------------------------------- | ------------------------------- |
| Ed             | Ed            | Matt Hill                                       | Bartucz Attila                  |
| Edd (Double D) | Edd (Dupla D) | Samuel Vincent                                  | Molnár Levente                  |
| Eddy           | Eddy          | Tony Sampson                                    | Szatmári Attila Dányi Krisztián |
| Kevin          | Sapi          | Kathleen Barr                                   | Csík Csaba Krisztián            |
| Rolf           | Rudi          | Peter Kelamis                                   | Seder Gábor                     |
| Nazz           | Szöszi        | Tabitha St. Germain Jenn Forgie Erin Fitzgerald | Zsigmond Tamara                 |
| Sarah          | Sári          | Janyse Jaud                                     | Urbán Andrea                    |
| Jimmy          | Jaki          | Keenan Christenson                              | Jelinek Márk                    |
| Jonny 2X4      | Köbjani       | David Paul Grove                                | Bódy Gergő Pálmai Szabolcs      |
| Lee Kanger     | Görög Dinnye  | Janyse Jaud                                     | Ősi Ildikó                      |
| Marie Kanger   | Méz Dinnye    | Kathleen Barr                                   | Bogdányi Titanilla              |
| May Kanger     | Sárga Dinnye  | Erin Fitzgerald Jenn Forgie                     | Mezei Kitty                     |
| Eddy's brother | Eddy bátyja   | Terry Klassen                                   | Stern Dániel                    |

## Szereplők
Ed

Ed, Edd és Eddy

Ed a három fiú közül a legnagyobb, szellemiek terén viszont finoman szólva sem tartozik az élvonalba. Ápolatlan és rendetlen, amivel az őrületbe kergeti a tisztaságmániás Dupla D-t. Jellemző rá, hogy akkor és úgy rúgja fel a fizika törvényeit, amikor és ahogy akarja. Rengeteg alkalommal emelget házakat, megeszi egyben a televíziót, de megesett, hogy Eddy hajszálait pörgette meg úgy, hogy helikopterként a levegőbe szállt. Eddy gyakran szólítja lomposnak, vagy lompinak.
A mozifilmben is látható volt ez a jelenség, mikor négy napraforgóhoz kötözte magát, és így emelkedett fel. Kedvenc szórakozása, hogy különféle sci-fiket és szörnyes filmeket néz és ugyanilyen témájú képregényeket olvas, melyeket kívülről tud. Gyűjtőszenvedélye is van. Félelmetes mennyiséget tud enni (a brokkoli kivételével bármilyen ételt, berendezési tárgyat), és rejtélyes módon rajong a tyúkokért és a szaftért. Rendkívül jólelkű, imádnivaló és néha, villanásnyi időre megdöbbentően értelmes dolgokat tud mondani. Retteg húgától, Sáritól, aki folyton azzal fenyegeti, hogy beárulja a szüleinél. Az egyik részben egy focimeccsen kiderül, hogy zseniálisan szerepel, ezért ő lesz a Peach Creek-i Pancserek kabalapitéje.
Dupla D (Edd)
A trió (és az egész Zsákutca) legokosabb és legpedánsabb tagja. Afféle szobakukac értelmiségi: hangyafarmja, mikroszkópja, temérdek könyve, koponyája és minilaborja mellett tölti szívesen az életét. Mindenben Ed ellentéte, többek között tisztaságmániája és igen csekély testi ereje miatt. Sapkáját egy kidobós-játékban szerzett sérülés miatt sohasem veszi le. Eddy néha zoknifejnek szólítja. A szülei cédulákkal kommunikálnak vele. Rendkívül kreatív srác: ő találja ki és alkotja meg az Edek különféle gépezeteit. Még álmában is hasznát veszik (Eddy-nek alvás közben tervezett egy hidat), de az is megesik, hogy rohanás közben elgondolkozik, összeszed pár kukafedőt, és egy deszkát, majd 2 perc múlva már egy lánctalpas robogóval zúg el barátai mellett. Lelkiismeretes is: egy fűszálat sem képes eltaposni anélkül, hogy megsiratná. Ő költözött a Zsákutcába az Edek közül a legkésőbb.
Eddy
Az apró termetű Eddy a csapat vezetője. Öntelt, rafinált és rendkívül pénzéhes alak, azonban a rajzfilmben sosem látott bátyján kívül igazából semmilyen menő dolgot nem tud felmutatni. Általában ő terveli ki a pénzszerzési akciókat. Minden álma, hogy dúsgazdag lehessen. Gyakran barátaira sincs tekintettel, ha pénzről vagy cukigumiról van szó.
Sapi (Kevin)
Sapi a környék rettegett fenegyereke, Eddy legfőbb ellenfele. Leggyakrabban kerékpározni láthatjuk, fején folyton a névadó piros baseball-sapka. Ritkán dől be az Edek átveréseinek, sőt gyakran ő buktatja le őket. Nemegyszer elpáholja a csínytevőket, akiket lenéz és sokszor kigúnyol. Apja a cukigumigyárban dolgozik, ezért időközönként cukigumit osztogat, amiket a garázsában tartogat. Eddy az egyik részben, mikor a tóparton meg akarja szerezni a helyét Kevinnek nevezi Sapi helyett.
Rudi (Rolf)
Rudi külföldi, ami meglátszik szokásain és akcentusán. Eredetileg csak nyaralni jött nagyszüleihez a Zsákutcába. Az otthonáról szóló történeteiből egy elég irreális (valószínűleg germán) ország képe rajzolódik ki, furcsábbnál furcsább szokásokkal. Ilyen a Tengeri uborka ünnepe, dédszülei tiszteletére tartott ünnepek, és bármely hagyományának megsértése következtében az illetővel párbajt (ahogyan ő mondja bajpárt) vív, mely egy Rudi által ásott veremre döntött fa törzsén történik (a fegyver a hal). Miután Rudi helyreállítja becsületét, kibékül az illetővel, majd egy vödörnyi angolnát öntenek nadrágjukba. A hátsó kertben gazdasági udvart rendezett be, ahol egész nap keményen dolgozik: tyúkokat, nyulakat, disznókat, tehenet és kecskét tart, illetve különféle zöldségeket termeszt. A kis gazdaság legfontosabb állata Viktor, a kecske. Rudi magas, jóindulatú, de rendkívül félelmetessé tud válni, ha megharagszik. Jó barátja Sapi.
Szöszi (Nazz)
Szöszi a Zsákutca szőke csinibabája; minden fiú menthetetlenül bele van habarodva, de talán Sapi áll hozzá a legközelebb. Aerobikozni és bulizni szeret, illetve szurkolni is szokott és gyerekekre vigyázni.
Sári (Sarah)
Sári Ed húga. Sárira a hirtelen és hatalmas agresszió jellemző. Néha szinte félelmetes. Van, amikor érzékeny művészként viselkedik, máskor oroszlánként. Ed láttára általában felmegy benne a pumpa. Legjobb barátja Jaki, akivel mindig együtt lófrálnak. Balettórákra jár, királynőnek érzi magát. Be szokta árulni Edet minden apró-cseprő ügyért. Naplót vezet. Különös érzelmeket táplál Dupla D iránt – nevezhetjük szerelemnek.
Jaki (Jimmy)
Jaki egy vékony hangú, fogszabályzós kisfiú. Érzékeny, gyáva, gyenge, lányos, naiv, ezért Edék csínyeinek állandó célpontja. Védelmet egyedül az oroszlántermészetű Sári biztosít neki, akivel idejének nagy részét tölti, miközben lányos játékokat játszanak. Jaki egyébiránt igazi művészlélek: ügyesen fest és remek táncos.
Köbjani (Jonny 2X4)
Óriási fejű, nagy fantáziájú gyerek. Képzeletbeli barátja Deszka (bár néha az Edeknek és a zsákutca többi lakójának úgy tűnik, mintha nagyon ügyes trükkökkel hamis érzéseket adna deszkának, vagy azt gondolja, deszka élethű viselkedése egy paranormális jelenség). Általában bedől az Edeknek. Sokszor dúdolgat magában. Délutánonként alszik (Dupla D: "Biztosan három óra. Köbjani háromkor aludni szokott."), vagy sakkozik Deszkával. Egyszer gyógyfürdőt alakítottak ki a házában az Edek, máskor meg a hálószoba falában tűntek fel, mikor egy igencsak furcsa történet után kiderült, hogy a Dinnye lányok elől bújtak el. Néha a feje beszorul két faág közé. Karácsonykor jégkastélyt csinál a házából, s megharapja az ártatlan emberek orrát. Eddy néha "Köbjani fiam"-nak szólítja.
Deszka (Plank)
Látszólag csak egy fadarab, de valójában a Zsákutca egyik legagyafúrtabb és legerősebb lakója. Köbjani állandó társa. Kérdés, hogyan keletkezett a barátság. Deszka nagyon ellenségesnek tűnik az Edekkel szemben, és azok nekik köszönhetik a rémhullámvasút élményét. Egyszer Deszka összeveszett Köbjanival, és egy ideig Jaki barátja volt. Szülei is vannak, akiket az Edek véletlenül megöltek. Deszka mindig mosolyog. Tagja a Városi Rangerek klubjának. Bokszolt már Dupla D-vel, ahonnan Edd került ki győztesen. Szereti a gyilkos hullámvasutakat. Az egyik részben kamaszodni kezdett: ág nőtt rajta, de Edd csúful kinevette. Csak Köbjani érti meg a beszédét.
A Dinnye-lányok (Kanker sisters)
A három Dinnye-lány, Görög, Méz és Sárga (Lee, Marie, és May) a többi szereplőtől távolabb, egy lakókocsiparkban él, a patakpart közelében. Ritkán bukkannak fel a zsákutcában, de akkor komoly gondokat okoznak. Erősek, az egész Zsákutca retteg tőlük, még Sapi is. Különösen kedvelik a három Edet, akikbe szerelmesek – ezt az érzésüket azonban a fiúk kevéssé díjazzák.
Eddy bátyja (Eddy's brother)
Bár Eddy gyakran emlegeti őt különböző dolgok kapcsán, ennek ellenére nem szerepel a sorozatban csak az Ed, Edd és Eddy: A nagy mozidélután című animációs filmen, amikor is az Edek elindulnak megkeresni őt abban a reményben, hogy a nagy testvér megmenti őket a zsákutca lakóinak bosszúja elől, melynek kiváltó okára nem derül fény a filmben.

## Epizódok
| #             | Magyar cím                             | Angol cím                        |
| ------------- | -------------------------------------- | -------------------------------- |
|               |                                        |                                  |
| ELSŐ ÉVAD     |                                        |                                  |
|               |                                        |                                  |
| 01.           | Tolvaj terjed                          | The Ed-Touchtables               |
| 01.           | Felgerjed                              | Nagged to Ed                     |
|               |                                        |                                  |
| 02.           | Buliba megy az Ed                      | Pop Goes To Ed                   |
| 02.           | EgyEd                                  | Over Your Ed                     |
|               |                                        |                                  |
| 03.           | FelcsípEd                              | A Pinch To Grow An Ed            |
| 03.           | BelegebEd                              | Sir Ed-A-Lot                     |
|               |                                        |                                  |
| 04.           | Ed megélEd                             | Dawn of the Eds                  |
| 04.           | Egy kettEd                             | Virt-Ed-go                       |
|               |                                        |                                  |
| 05.           | BelegebEd                              | Read All About Ed                |
| 05.           | FényképED                              | Quick Shot Ed                    |
|               |                                        |                                  |
| 06.           | EbédEd                                 | An Ed Too Many                   |
| 06.           | MeglelEd                               | Ed-n-seek                        |
|               |                                        |                                  |
| 07.           | Nézz az Edeimbe!                       | Look into my Eds                 |
| 07.           | Edhez tartsd magad!                    | Tag yer Ed                       |
|               |                                        |                                  |
| 08.           | BeterítEd                              | Fool on the Ed                   |
| 08.           | SzerelmEd                              | A Boy and his Ed                 |
|               |                                        |                                  |
| 09.           | Edd a divatot!                         | It’s Way Ed                      |
| 09.           | Nevess Ed ki                           | Laugh Ed Laugh                   |
|               |                                        |                                  |
| 10.           | MelegEdés                              | A Glass Of Warm Ed               |
| 10.           | ÉrzékenyEdés                           | Flea Bitten Ed                   |
|               |                                        |                                  |
| 11.           | MerEd-e?                               | Who, What, Where, Ed             |
| 11.           | KözelEdés                              | Keeping Up With The Eds          |
|               |                                        |                                  |
| 12.           | KezelEdlen terület                     | Eds-Aggerate                     |
| 12.           | ÍgérgEdések                            | Oath To An Ed                    |
|               |                                        |                                  |
| 13.           | Gombolod, GömbelEd                     | Button Yer Ed                    |
| 13.           | VizesEdés                              | Avast Ye Eds                     |
|               |                                        |                                  |
| MÁSODIK ÉVAD  |                                        |                                  |
|               |                                        |                                  |
| 14.           | Eszem az eszedEd                       | Know-It-All Ed                   |
| 14.           | Drágán Edd az életEd!                  | Dear Ed                          |
|               |                                        |                                  |
| 15.           | Kopp, kopp, ki az Ed?                  | Knock Knock… Who’s Ed            |
| 15.           | Egy meg egy az Ed                      | One + One = Ed                   |
|               |                                        |                                  |
| 16.           | Egy mutáns Edre megy                   | Eeny, Meeny, Miney, Ed           |
| 16.           | Felkészülj, vigyázz, Ed!               | Ready, Set… Ed!                  |
|               |                                        |                                  |
| 17.           | KezeskEd                               | Hands Across Ed                  |
| 17.           | LepkEd                                 | Floss Your Ed                    |
|               |                                        |                                  |
| 18.           | Edféle                                 | In Like Ed                       |
| 18.           | Ki engEdte be?                         | Who Let The Ed In?               |
|               |                                        |                                  |
| 19.           | Rendbe ne tEdd                         | Rambling Ed                      |
| 19.           | Puhára főtt egyEdek                    | Homecooked Ed                    |
|               |                                        |                                  |
| 20.           | A Sir Ed                               | To Sir With Ed                   |
| 20.           | RejtélyEd                              | Key To My Ed                     |
|               |                                        |                                  |
| 21.           | Urbántos Ed                            | Urban Ed                         |
| 21.           | Állj, nézd mEd                         | Stop, Look, And Ed               |
|               |                                        |                                  |
| 22.           | TiszteletEd                            | Honor Thy Ed                     |
| 22.           | Rántott Ed                             | Scrambled Ed                     |
|               |                                        |                                  |
| 23.           | BérlésEd                               | Rent-A-Ed                        |
| 23.           | Huss, Ed-cipó!                         | Shoo Ed                          |
|               |                                        |                                  |
| 24.           | Ed félkagylóban                        | Ed In A Halfshell                |
| 24.           | Tükröm, tükröm, merre mEddig?          | Mirror, Mirror, On The Ed        |
|               |                                        |                                  |
| 25.           | Forró vajazott Ed                      | Hot Buttered Ed                  |
| 25.           | Magassarkú Ed                          | High Heeled Eds                  |
|               |                                        |                                  |
| 26.           | Fa, lla, la, lla, la, lla, lla, lla Ed | Fa, La, La, La, Ed               |
| 26.           | KEd, szEda, péntEd                     | Cry Ed                           |
|               |                                        |                                  |
| HARMADIK ÉVAD |                                        |                                  |
|               |                                        |                                  |
| 27.           | Ed-varázslás                           | Wish You Were Ed                 |
| 27.           | Anyuci kicsi dupla D-je                | Momma’s Little Ed                |
|               |                                        |                                  |
| 28.           | Az ÓperEdciás tengeren túl             | Once Upon An Ed                  |
| 28.           | Csak NekEd                             | For Your Ed Only                 |
|               |                                        |                                  |
| 29.           | ŰrEd-től ered                          | It Came from Outer Ed            |
| 29.           | 3 négyzEd és egy Ed                    | 3 Squares And An Ed              |
|               |                                        |                                  |
| 30.           | Párbajos Eded                          | Dueling Eds                      |
| 30.           | Gyengelméjült ED                       | Dim-Lit Ed                       |
|               |                                        |                                  |
| 31.           | Munkával dicsérED                      | Will Work For Ed                 |
| 31.           | Ed, Ed és tűnés!                       | Ed, Ed, And Away                 |
|               |                                        |                                  |
| 32.           | FélelmEd                               | An Ed In The Bush                |
| 32.           | Merre van az Ed ?                      | See No Ed                        |
|               |                                        |                                  |
| 33.           | MegjelöltEd                            | X Marks The Ed                   |
| 33.           | Tetőtől EDdig                          | From Here To Ed                  |
|               |                                        |                                  |
| 34.           | Ed vagy írás?                          | Ed Or Tails                      |
| 34.           | A fiúk már csak Edek                   | Boys Will Be Eds                 |
|               |                                        |                                  |
| 35.           | Van Ed a háznál                        | Is There An Ed In The House?     |
| 35.           | SzületésEd                             | An Ed Is Born                    |
|               |                                        |                                  |
| 36.           | Ide, ide! Soha!                        | Gimme Gimme Never Ed             |
| 36.           | Én szép Edem                           | My Fair Ed                       |
|               |                                        |                                  |
| 37.           | Edek harmincadját                      | Rock-A-Bye Ed                    |
| 37.           | Nulla egész, Edtizenegy                | O-Ed-Eleven                      |
|               |                                        |                                  |
| 38.           | Ed Hiány                               | The Luck Of The Ed               |
| 38.           | Ed tovább, Ed a végállomás!            | Ed, Pass It On…                  |
|               |                                        |                                  |
| 39.           | Testvér, Adsz Egy Edet?                | Brother, Can You Spare An Ed?    |
| 39.           | EgyEdem, BegyEdem                      | The Day The Ed Stood Still       |
|               |                                        |                                  |
| NEGYEDIK ÉVAD |                                        |                                  |
|               |                                        |                                  |
| 40.           | Szaglik, mint egy Ed                   | If It Smells Like An Ed…         |
|               |                                        |                                  |
| 41.           | Ne esőzz az Edemre!                    | Don’t Rain On My Ed              |
| 41.           | Egyszer harap, egyszer Ed              | Once Bitten, Twice Ed            |
|               |                                        |                                  |
| 42.           | MéretEd                                | One Size Fits Ed                 |
| 42.           | Ed a hátamon                           | Pain In The Ed                   |
|               |                                        |                                  |
| 43.           | TulzásbaEdve                           | Ed Overboard                     |
| 43.           | BegyEdem                               | One Of Those Eds                 |
|               |                                        |                                  |
| 44.           | Mr. Ednek hívják őt                    | They Call Him Mr. Ed             |
| 44.           | Ednek, Edtől                           | For The Ed, By The Ed            |
|               |                                        |                                  |
| 45.           | Kis kékEd                              | Little Blue Ed                   |
| 45.           | TwistEd                                | A Twist Of Ed                    |
|               |                                        |                                  |
| 46.           | Beceló                                 | Your Ed Here                     |
| 46.           | A jó öreg Ed                           | The Good Ole Ed                  |
|               |                                        |                                  |
| 47.           | Sűrű, mint egy Ed                      | Thick As An Ed                   |
| 47.           | Bocs, tévedtem, Ed                     | Sorry, Wrong Ed                  |
|               |                                        |                                  |
| 48.           | Ed-be szorulva                         | Stuck In Ed                      |
| 48.           | Ed beteg                               | A Case Of Ed                     |
|               |                                        |                                  |
| 49.           | Zsivány Ed                             | Robbin’ Ed                       |
| 49.           | Ed izma se rándul                      | Stiff Upper Ed                   |
|               |                                        |                                  |
| 50.           | Képeslapok Ed-től                      | Postcards From The Ed            |
| 50.           | Sár az Ededben                         | Here’s Mud In Your Ed            |
|               |                                        |                                  |
| 51.           | Mentsd az ÉletEd!                      | Run For Your Ed                  |
| 51.           | Konfekció Ed                           | Hand-Me-Down Ed                  |
|               |                                        |                                  |
| 52.           | Túl nőttelED                           | Take This Ed And Shove It        |
|               |                                        |                                  |
| ÖTÖDIK ÉVAD   |                                        |                                  |
|               |                                        |                                  |
| 53.           | LehetEdlen küldetés                    | Mission Ed-Possible              |
| 53.           | Bármelyik út kivéve Ed!                | Every Which Way But Ed           |
|               |                                        |                                  |
| 54.           | Bumm, bumm, odakint megy az Ed         | Boom, Boom, Out Goes the Ed      |
| 54.           | A tisztaság az Edség határát súrolja   | Cleanliness Is Next to Edness    |
|               |                                        |                                  |
| 55.           | Ki a régivel, be az Eddel              | Out With The Old, In With The Ed |
|               |                                        |                                  |
| 56.           | Kíváncsi Ed vagyok                     | I Am Curious Ed                  |
| 56.           | Én nem beszélni Edül                   | No Speak Da Ed                   |
|               |                                        |                                  |
| 57.           | Túl okos a saját Edjéhez!              | Too Smart For His Own Ed         |
| 57.           | Klassz kéz Ed!                         | Cool Hand Ed                     |
|               |                                        |                                  |
| 58.           | Válassz Edet!                          | Pick An Ed                       |
| 58.           | Ki törődik az Ed ?                     | Who’s Minding the Ed?            |
|               |                                        |                                  |
| 59.           | Ez nem árt egy Ednek!                  | This Won’t Hurt An Ed            |
| 59.           | Igazad vagy életEd                     | Truth Or Ed                      |
|               |                                        |                                  |
| 60.           | Kontár Ed                              | Tinker Ed                        |
| 60.           | A jó, a rossz és az Ed                 | The Good, the Bad, and the Ed    |
|               |                                        |                                  |
| 61.           | Ed szoros vége                         | Tight End Ed                     |
| 61.           | Egy Ed és egy kemény hely között       | Tween a Rock & an Ed Place       |
|               |                                        |                                  |
| 62.           | Minden Ed más                          | All Eds Are Off                  |
| 62.           | Mosolyogj Ednek                        | Smile For the Ed                 |
|               |                                        |                                  |
| 63.           | Fuss Ed, fuss!                         | Run Ed, Run                      |
| 63.           | Edvárda                                | A Town Called Ed                 |
|               |                                        |                                  |
| 64.           | Egy maréknyi Ed                        | A Fistfull of Ed                 |
|               |                                        |                                  |
| HATODIK ÉVAD  |                                        |                                  |
|               |                                        |                                  |
| 65.           | Május az én Edem                       | May I Have This Ed?              |
| 65.           | Nézz az Eded elé                       | Look Before You Ed               |
|               |                                        |                                  |
| KÜLÖNKIADÁSOK |                                        |                                  |
|               |                                        |                                  |
| K1            | Ed, Edd and Eddy és a karácsony        | Jingle Jingle Jangle             |
|               |                                        |                                  |
| K2            | Hullajó valentínó                      | Hanky Panky Hullabaloo           |
|               |                                        |                                  |
| K3            | Hohó, Halloween!                       | Boo Haw Haw                      |
|               |                                        |                                  |
| K4            | Jönnek a szelek, jönnek az Edek        | The Eds Are Coming               |
|               |                                        |                                  |
| FILM          |                                        |                                  |
|               |                                        |                                  |
| F1            | A nagy mozidélután                     | The Big Picture Show             |
|               |                                        |                                  |

## Ed, Edd és Eddy: A nagy mozidélután
Az Ed-trió történetének legfontosabb eseménye. Eddy-ék a legőrültebb dolgot követik el a pénzszerző trükkök történelmében. Maga az esemény nem ismeretes, de a zsákutca lakói medvecsapdákkal, harapásnyomokkal és sebek ezrével tűnnek fel már a film elején, valamint Dupla D és Eddy is sokat veszekednek a történet folyamán, hogy Eddy-nek nem kellett volna megnyomnia a „piros gombot.” Eddy-ék elhagyják otthonukat és az egyetlen élő emberhez tartanak, aki megmentheti őket: Eddy bátyjához. Bár nem tudják, hol lakik és egyáltalán nem is látták még (Eddy-t kivéve), útnak indulnak. Hosszú utazásuk során felrobbantanak egy „viccgyárat”, átgázolnak egy legelőn és a „Majdnem csirke, mutáns kacsa” nevezetű tutajon hajótörést szenvednek, mire megtalálják a Mondo-a-Gogo nevű vidámparkot, ahol egy bálna alakú lakókocsiban meg is lelik a testvért. Mire Sapi, Rudi és a zsákutca többi becsapott lakója – kivéve Jakit és Sárit – és a Dinnye nővérek is megérkeznek, Eddy kezd megszeppenni, mert a bátyja vígan kínozza. Mikor végül kiterül az aszfalton Eddy bevallja, hogy hazudott mindent a bátyjával kapcsolatban, és retteg tőle, mivel egy zsarnok. A zsákutca lakói elkezdik Eddy-t pártolni, akit egyik oldalról a testvére rángat, míg ő maga a lakókocsi ajtajába kapaszkodik, ami kirepül a keretből és leüti testvérét. A három Ed ijedten húzódna arrébb, de a többiek felkapják őket, és a vállukon hordozzák. Eddy-ék utolsó történetében a sok átveréssel, és csalással teli múltjuk a zsákutcában, majd a menekülés, és egy zsarnok legyőzése után a három barát megkapja, amit mindig szeretett volna: A zsákutca lakói megszeretik őket és elfogadják barátaikként.

## Érdekességek
- Ed 14 éves, Edd (Dupla D) 13 éves, és Eddy 12 éves.
- Az Edek Peach Creek Zsákutca nevű külvárosi utcájában laknak valahol az Amerikai Egyesült Államokban.
- Peach Creek városának alapítója Eddy egyik őse volt.
- Az Edek közül Dupla D jött legkésőbb a Zsákutcába.
- Jaki az Edek miatt kapott fogszabályzót.
- Eddy második neve Szaniszló, amit nagyon szégyell.
- Dupla D második neve Jácint, amiről akkor szereztünk tudomást, amikor elmondta Eddynek vigasztalásképpen.
- Ed-et a sorozatban egyetlen epizódban ábrázolják mérgesen. Ilyenkor valódi szörnyként viselkedik, és hidegvérrel rombol szét bármit. Végül kiderül, hogy rosszkedvének okozója egy kavics a cipőjében.
- Köbjani előszeretettel portyázik egy szuperhős, Dinnyefej-kapitány bőrében. Ilyenkor Deszkát egy felmosófához rögzíti, és ő lesz Szálka, a csodafa.
- Danny Anntonucci ötlete, hogy a karaktereknek a bőrszíne más és más legyen onnan jött, hogy kiskorában, amikor a barátaival cukrot evett mindenkinek más színűre színezte a nyelvét.
- Szöszi az egyetlen karakter akit a Dinnye lányok sosem vettek célba.
- A "Beceló" című epizódban kiderül hogy a zsákutca neve Rathink Ave, és Eddy a 220 számú házban lakik.
- Csak az 5. évad játszódik ősszel, a többi mind nyáron, kivéve a speciális részeket.
- Sapi angol szinkronhangja egy nő.
- Rudi, az alkotó Danny Anntonucci kedvenc karaktere, mert Rudi háttértörténete és hagyományai az ő igazi életéből merítenek.
- Érdekes, hogy a zsákutca legerősebb karaktere nem fiú, hanem Sári vagy Görög, akikből inkább az utóbbi, mert A nagy mozidélutánban láthatjuk, hogy Görög megverte Sárit.
- Egyértelműen kiderül, hogy Sárinak is tetszik Sapi, lásd A nagy mozidélután-ban.
- Biztos hogy Sári és Jaki nem egy osztályba jár az Ed-ekkel.